# 武公 (杞)
武公（ぶこう、生年不詳 - 紀元前704年）は、春秋時代の杞の君主。謀娶公の子。紀元前750年、謀娶公が死去すると、後を嗣いで杞公となった。紀元前719年、莒の攻撃を受け、牟婁を奪われた。紀元前710年7月、魯を訪問したが、不敬のことがあった。9月、魯軍に侵入された。紀元前709年、魯に対して講和を求め、魯の桓公と郕で会合した。紀元前704年、死去した。在位47年。